# Мар'ївка (Мелітопольський район)
Ма́р'ївка (до 1945 — Марієнфельд) — село в Україні, у Мелітопольському районі Запорізької області. Входить до складу Семенівської сільської громади. Населення становить 159 осіб.

## Географія
Село Мар'ївка знаходиться на правому березі річки Малий Утлюк, нижче за течією на відстані 2 км розташоване село Полянівка. Поруч проходить автомобільна дорога М14 (E58).

## Населення

### Мова
Розподіл населення за рідною мовою за даними перепису 2001 року:
| Мова       | Кількість | Відсоток |
| ---------- | --------- | -------- |
| російська  | 91        | 57.23%   |
| українська | 68        | 42.77%   |
| Усього     | 159       | 100%     |

## Історія
Село було засноване німцями — лютеранами в 1858 році під назвою Марієнфельд, яке перекладається з німецької як «поле Марії».
В 1857 році село складалося з 40 дворів, за ним були закріплені 2440 десятин землі.
Станом на 1886 рік в колонії німців Марієнфельд Ейгенфельдської волості Мелітопольського повіту Таврійської губернії мешкало 531 особа, налічувалось 43 двори, існувала школа.
25 вересня 1941 року, у зв'язку з наступом німецьких військ, органи НКВД почали операцію з депортації етнічних німців, які проживали в селах Мелітопольського району, а на початку жовтня Марієнфельд був зайнятий німецькою армією.
В 1945 році село було перейменоване в Мар'ївку.
До 2019 року орган місцевого самоврядування — Полянівська сільська рада.
- Перелік населених пунктів, що постраждали від Голодомору 1932—1933 (Запорізька область)